# Qidong (meteorito)
Qidong é um meteorito de condrito L/LL5-caído em 1982 na China. Após a explosão, uma única amostra individual foi encontrada no campo. Outras circunstâncias de queda e recuperação não foram relatadas.